# BAP Aguirre (CH-84)
BAP Aguirre (CH-84) fue un crucero de la clase De Ruyter en servicio con la Marina de Guerra del Perú. Capturado en Holanda por los alemanes y rebautizado como KH 2 por la Kriegsmarine, después la guerra fue terminado para la Marina de Guerra Real de los Países Bajos (Koninklijke Marine) en 1953 como HNLMS "De Zeven Provinciën". Después de dos décadas en servicio, fue retirado del servicio en 1976 y vendido al Perú en agosto de ese año.
Luego de su adquisición para la Marina de Guerra del Perú, fue transformado a portahelicópteros a cargo del astillero Rotterdamse Droogdok Maatschappij (RDM) de Róterdam. Las modificaciones incluyeron el retiro de su sistema del SAM de RIM-2 Terrier y la instalación de un hangar fijo y de una cubierta de vuelo. Los trabajos fueron concluidos el 31 de octubre de 1977 y la nave fue puesta en servicio el 24 de febrero de 1978, en la base naval holandesa de Den Helder.
Renombrado BAP "Aguirre", en honor del capitán de corbeta Elías Aguirre Romero, segundo comandante del Huáscar y héroe del combate naval de Angamos del 8 de octubre de 1879 durante la guerra del Pacífico.
El buque arribó al Callao, el 17 de mayo de 1978. En servicio, el BAP Aguirre participó en varios ejercicios, incluyendo las operaciones UNITAS. A partir del 7 de agosto de 1986 hasta el 15 de febrero de 1988, mientras que el BAP Almirante Grau (CLM-81) experimentó un proceso de modernización en los Países Bajos, el BAP Aguirre, fue renombrado Almirante Grau y señalado temporalmente como buque insignia de la flota. Por los años 1990, los sistemas de la nave comenzaban a demostrar su edad, pero la carencia de fondos hizo imposible cualquier mejora importante. Finalmente, el 21 de marzo de 1999, el buque fue retirado del servicio como parte de varios recortes de la defensa, emprendidos después de la firma del Acuerdo de Brasilia de 1998 que selló la paz con Ecuador.